# Always on the Run
Always on the Run is een nummer van de Amerikaanse rockzanger Lenny Kravitz uit 1991. Het is de tweede single van zijn tweede studioalbum Mama Said. De gitaarriffs in het nummer worden verzorgd door Guns N' Roses-gitarist Slash.
Het nummer werd in Nederland een van de grootste hits van Lenny Kravitz. Het haalde de 5e positie in de Nederlandse Top 40. Buiten Nederland werd het nummer een minder grote hit, het haalde niet eens de Amerikaanse Billboard Hot 100. In Vlaanderen haalde het nummer 26.

## Hitnoteringen

### Nederlandse Top 40
| "Always on the Run" in de Nederlandse Top 40 binnen: 13-04-1991 | "Always on the Run" in de Nederlandse Top 40 binnen: 13-04-1991 | "Always on the Run" in de Nederlandse Top 40 binnen: 13-04-1991 | "Always on the Run" in de Nederlandse Top 40 binnen: 13-04-1991 | "Always on the Run" in de Nederlandse Top 40 binnen: 13-04-1991 | "Always on the Run" in de Nederlandse Top 40 binnen: 13-04-1991 | "Always on the Run" in de Nederlandse Top 40 binnen: 13-04-1991 | "Always on the Run" in de Nederlandse Top 40 binnen: 13-04-1991 | "Always on the Run" in de Nederlandse Top 40 binnen: 13-04-1991 | "Always on the Run" in de Nederlandse Top 40 binnen: 13-04-1991 |
| Week                                                            | 1                                                               | 2                                                               | 3                                                               | 4                                                               | 5                                                               | 6                                                               | 7                                                               | 8                                                               |                                                                 |
| --------------------------------------------------------------- | --------------------------------------------------------------- | --------------------------------------------------------------- | --------------------------------------------------------------- | --------------------------------------------------------------- | --------------------------------------------------------------- | --------------------------------------------------------------- | --------------------------------------------------------------- | --------------------------------------------------------------- | --------------------------------------------------------------- |
| Nummer                                                          | 27                                                              | 13                                                              | 9                                                               | 5                                                               | 6                                                               | 8                                                               | 15                                                              | 23                                                              | uit                                                             |

### Vlaamse Ultratop 50
| "Always on the Run" in de Vlaamse Ultratop 50 binnen: 04-05-1991 | "Always on the Run" in de Vlaamse Ultratop 50 binnen: 04-05-1991 | "Always on the Run" in de Vlaamse Ultratop 50 binnen: 04-05-1991 | "Always on the Run" in de Vlaamse Ultratop 50 binnen: 04-05-1991 | "Always on the Run" in de Vlaamse Ultratop 50 binnen: 04-05-1991 | "Always on the Run" in de Vlaamse Ultratop 50 binnen: 04-05-1991 | "Always on the Run" in de Vlaamse Ultratop 50 binnen: 04-05-1991 | "Always on the Run" in de Vlaamse Ultratop 50 binnen: 04-05-1991 | "Always on the Run" in de Vlaamse Ultratop 50 binnen: 04-05-1991 |
| Week                                                             | 1                                                                | 2                                                                | 3                                                                | 4                                                                | 5                                                                | 6                                                                | 7                                                                |                                                                  |
| ---------------------------------------------------------------- | ---------------------------------------------------------------- | ---------------------------------------------------------------- | ---------------------------------------------------------------- | ---------------------------------------------------------------- | ---------------------------------------------------------------- | ---------------------------------------------------------------- | ---------------------------------------------------------------- | ---------------------------------------------------------------- |
| Nummer                                                           | 46                                                               | 32                                                               | 32                                                               | 26                                                               | 26                                                               | 35                                                               | 42                                                               | uit                                                              |

### NPO Radio 2 Top 2000
| Nummer met noteringen in de NPO Radio 2 Top 2000 | '09  | '10  | '11  | '12  | '13  | '14  | '15  | '16  | '17  | '18-'19 | '20  | '21-'23 | '24  |
| ------------------------------------------------ | ---- | ---- | ---- | ---- | ---- | ---- | ---- | ---- | ---- | ------- | ---- | ------- | ---- |
| Always on the Run                                | 1538 | 1651 | 1759 | 1397 | 1348 | 1421 | 1984 | 1783 | 1781 | -       | 1527 | -       | 1986 |

1. ↑  Een '-' betekent dat het nummer niet was genoteerd en een vetgedrukt getal geeft de hoogste notering aan.
2. ↑  2009 was het eerste jaar met een notering voor dit nummer.